# Felsőcsatár
Felsőcsatár (horvátul: Gornji Četar, gradistyeiül: Zgornji Četar, németül: Ober-Schilding) község Vas vármegyében, a Szombathelyi járásban.

## Fekvése
Szombathelytől nyugatra fekszik, légvonalban mintegy 14, közúton nagyjából 18 kilométer távolságra, a Pinka bal partján, közvetlenül az osztrák határ mellett.
A szomszédos települések: észak felől Narda, északkelet felől Dozmat, kelet felől Nárai, dél felől pedig Vaskeresztes. Nyugat felől a legközelebbi település a már Ausztriához tartozó Pinkaóvár (Burg), de valószínűleg határos – északnyugat felől – Csémmel (Schandorf) és talán – délnyugati irányból – Várújfaluval (Woppendof) is.

### Megközelítése
Csak közúton érhető el, a Pornóapáti-Bucsu közt húzódó 8714-es úton. Az ország távolabbi részei felől a legegyszerűbben a Szombathelytől induló 89-es főúton közelíthető meg, bucsui letéréssel.

## Nevének eredete
Neve a szláv stitare (= pajzsgyártók) szóból ered.

## Története
A település környezete már a korai időszakok óta ismert lakott hely, melyet igazol a Világosi erdőben lévő halomsír-mező, amely Pinkaóvár (Burg) területén folytatódva, öt csoportra tagolva több száz halomból áll. Ezekből eddig keveset tártak fel az osztrák régészek, de annyi már az eddigi kutatásokból tudható, hogy a többségükben római kori vagy régebbi, részben korai vaskori. A falutól délre, a jelenlegi kőbánya területén lehet az a kőfejtő, amelyet már a római korban is műveltek. Ez volt az a bánya, amely építőanyaggal látta el a savariai és a környékbeli villagazdaságok, közművek stb. építkezéseit.
1244-ben IV. Béla király adománylevelében Chatar néven említik először. Az adománylevélben a király a birtokot Mod ispánnak adja. A név alapján első lakói fegyvergyártó szolgálónépek, pajzsgyártók voltak, akik feltehetően a közeli Pinkaóvárhoz tartoztak. Világos nevű határrészén egykor vár állott. Templomát Szent Miklós tiszteletére szentelték. A 14. – 15. században az Óvári család birtoka. 1455-től a szalónaki uradalom részeként a Baumkirchner családé. 1471-ben a birtokos család ellenfelei égették fel és fosztották ki a falut. 1532-ben Kőszeg várának ostromakor Csatárt is elpusztította a török.
A 16. században a Batthyányak az elpusztított lakosság helyére horvát telepeseket telepítettek. 1553-ban pestis pusztított, 1574-ben az átvonuló hadak égették fel. 1586-ban szerepel először két faluként Nemes Chatar (később Alsócsatár) és Felsőcsatár néven. Alsócsatár köznemesi község volt helyi nemes családok tulajdonában, később a Batthyány család birtoka lett.
Felsőcsatár, vagy más néven Nagycsatár a Batthyány család birtokaként a szalónaki, majd a rohonci uradalomhoz tartozott. Mindkét faluban nagy hagyományai vannak a szőlőművelésnek.
Vályi András szerint "Alsó Csatár. Horvát falu Vas Vármegyében, földes Ura Hertzeg Primás, és Kardinális Battyáni Uraság, fekszik Szombathely Városátol más fél mértföldnyire, mivel határja néhol soványás, és szoross, a’ második Osztályba tétetett. Felső Csatár. Horvát falu Vas Vármegyében az előbbeninek szomszédságában, N. Nárdához közel, mellynek filiája, földes Ura Hertzeg Primás, és Kardinális Battyáni Uraság, lakosai katolikusok, termésbéli vagyonnyaira nézve 381lásd Bosókot, mellyhez hasonló, jó tulajdonságaihoz képest, első Osztálybéli."
Fényes Elek szerint "(Alsó és Felső), (Unter- und Ober-Schilding), 2 horvát falu, Vas vgyében, a Pinka vizénél, gróf Batthyáni Gusztáv szentmihályi uradalmában, 500 kath. lak. Van szőlőhegyük és derék erdejük. Ut. p. Kőszeg."
Magyarország vármegyéi Vas vármegyei kötetében így ír: "Alsó-Csatár, kis horvát község a Pinka mentén, 33 házzal és 204 r. kath. lakossal. Postája Német-Keresztes, távírója Szombathely. Régente a Niczky grófok, később a Batthyány ak voltak a földesurai. Felső-Csatár, 78 házzal és 521 magyar és horvátajkú lakossal, a kik mindannyian r. kath. vallásúak. Postája Német-Keresztes, távírója Szombathely. A falu határában gazdag kőbánya van."
1910-ben Alsócsatárnak 244, Felsőcsatárnak 587, többségben horvát lakosa volt, jelentős német kisebbséggel.
1921-ben a trianoni békeszerződést végrehajtó határmegállapító bizottság először Ausztriának ítélte, de a helybeli lakosok tiltakozása következtében 1923 március elején visszakerült Magyarországhoz (ld. még soproni népszavazás).
Felsőcsatárt 1933-ban egyesítették Alsócsatárral.
1945-ben a horvát anyanyelvűek a lakosság 98%-át tették ki, ez az arány 2001-re 45%-ra csökkent. 1952-ben itt nyílott meg az ország egyetlen talkumbányája, mely egészen 1996-ig működött. 2009-ben a község adta az Ország Karácsonyfáját, melyet a Országház előtt állítottak fel.

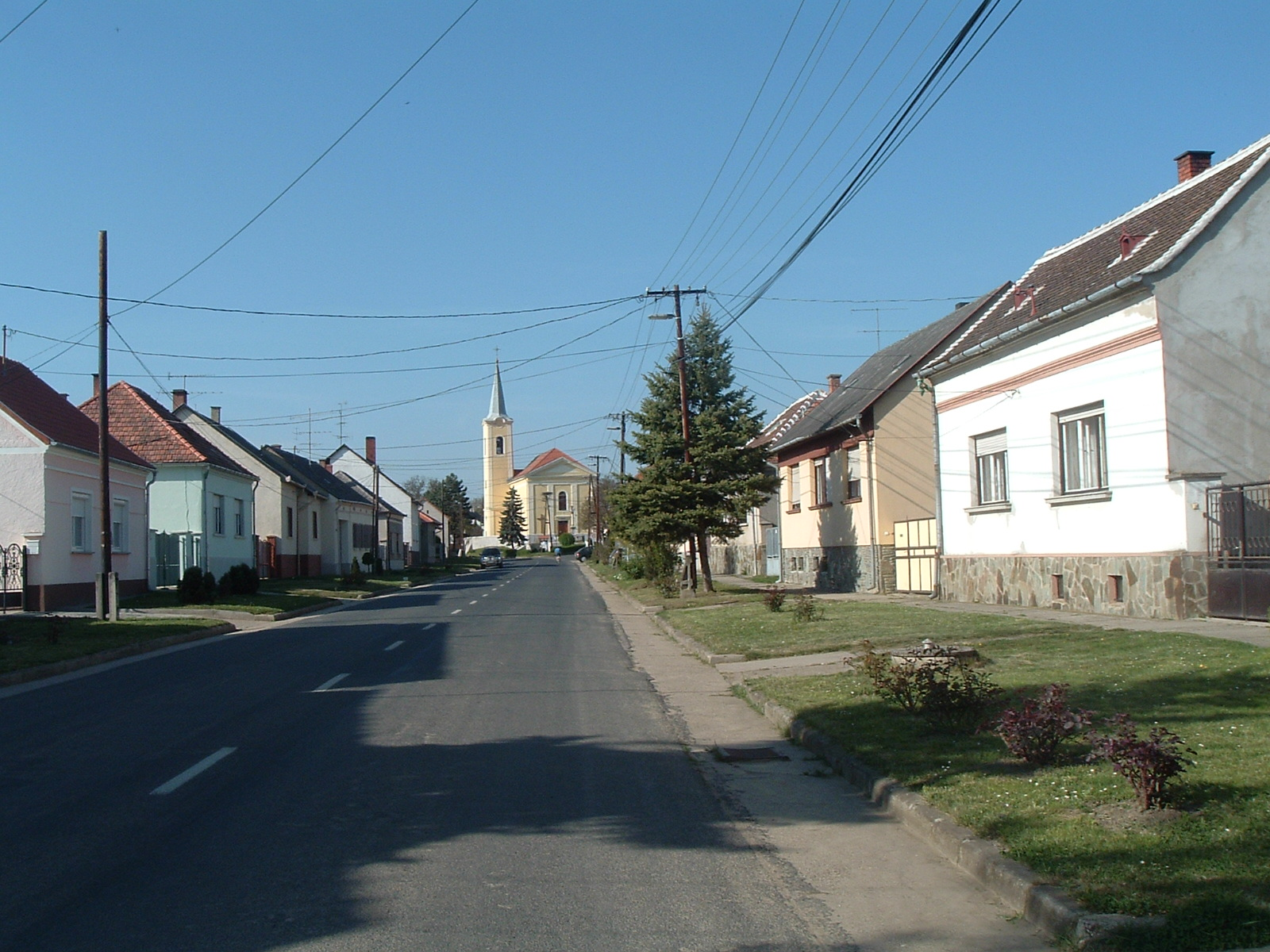
Felsőcsatár főutcája, a Petőfi utca, a római katolikus templommal

## Közélete

### Polgármesterei
- 1990–1991: Horváth Mihály (független)[9]
- 1991–1992?: Pezenhoffer Antal (független)[10]
- 1992?–1994: …
- 1994–1998: Verasztó Rezső (független horvát kisebbségi)[11]
- 1999–2002: Németh Vilmos (független)[12]
- 2002–2006: Horváth Mihály (független horvát kisebbségi)[13]
- 2006–2010: Kratochvill Attila (független)[14]
- 2010–2014: Kratochvill Attila (független)[15]
- 2014–2015: Lendvai Gábor (független)[16]
- 2015–2019: Kratochvill Attila (független)[17]
- 2019–2024: Konczér Katalin (független)[18]
- 2024– : Konczér Katalin (független)[1]

Alig néhány hónappal a rendszerváltás utáni első szabad polgármester-választást követően újból polgármestert kellett választani a községben, mert a tisztségre 1990 szeptemberében – hatalmas szavazattöbbséggel, 93 százalékot meghaladó eredménnyel – megválasztott Horváth Mihály nem sokkal később a jegyzői állást is elnyerte és a két összeférhetetlen státusz közül az utóbbit választotta.
A településen az 1998. október 18-án megtartott önkormányzati választás keretében nem lehetett polgármester-választást tartani, mert a posztra egyetlen ember sem jelöltette magát. Az emiatt szükségessé vált időközi választást 1999. május 16-án tartották meg, három jelölt részvételével.
2015. július 26-án újból időközi polgármester-választást (és képviselő-testületi választást) kellett tartani Felsőcsatáron, az előző képviselő-testület önfeloszlatása miatt. A választáson a hivatalban lévő polgármester is elindult, de alulmaradt egyetlen kihívójával szemben.

## Népesség
A település népességének változása:
| Lakosok száma | 491  | 496  | 509  | 499  | 469  | 500  | 497  |
|               | 2013 | 2014 | 2015 | 2021 | 2022 | 2023 | 2024 |

A 2011-es népszámlálás során a lakosok 79,3%-a magyarnak, 4,6% németnek, 43,4% horvátnak, 0,2% bolgárnak, 0,2% szlovénnek, 0,2% románnak mondta magát (8,5% nem nyilatkozott; a kettős identitások miatt a végösszeg nagyobb lehet 100%-nál). A vallási megoszlás a következő volt: római katolikus 68,6%, református 2,2%, evangélikus 1,7%, felekezet nélküli 7,2% (19,8% nem nyilatkozott).
2022-ben a lakosság 87%-a vallotta magát magyarnak, 25,8% horvátnak, 2,3% németnek, 0,2-0,2% bolgárnak, cigánynak, románnak és szerbnek, 1,5% egyéb, nem hazai nemzetiségűnek (12,8% nem nyilatkozott; a kettős identitások miatt a végösszeg nagyobb lehet 100%-nál). Vallásuk szerint 50,7% volt római katolikus, 2,6% református, 0,4% görög katolikus, 0,2% evangélikus, 1,3% egyéb keresztény, 1,7% egyéb katolikus, 5,3% felekezeten kívüli (37,7% nem válaszolt).

## Nevezetességei
- Szent Miklós tiszteletére szentelt római katolikus temploma 1284-ben már állt. A régi templom 1848-ban leégett, mely után 1852-ben klasszicista stílusban építették újjá. A bejárattól balra helyezték el az 1923-as visszacsatolás emlékét megörökítő táblát.
- A templom előtti Szentháromság-szobor 1905-ben készült.
- A Vas-hegy tetején álló Szűz Mária kápolna középkori eredetű.
- Határában kőbánya és egy nemrég bezárt talkumbánya van.
- A Pinka patakon levő malom a 16. században épült, 1927-től villamos áramot termelt
- Halomsírok Vas-hegyen a Világosi erdőben.
- A községben működik Magyarország egyetlen vasfüggöny múzeuma, ahol a látogató még aknára is léphet. Ha nem sikerül kikerülni a telepített aknát, a múzeumlátogató „Most tetszett felrobbanni” figyelmeztetést kap.[23]

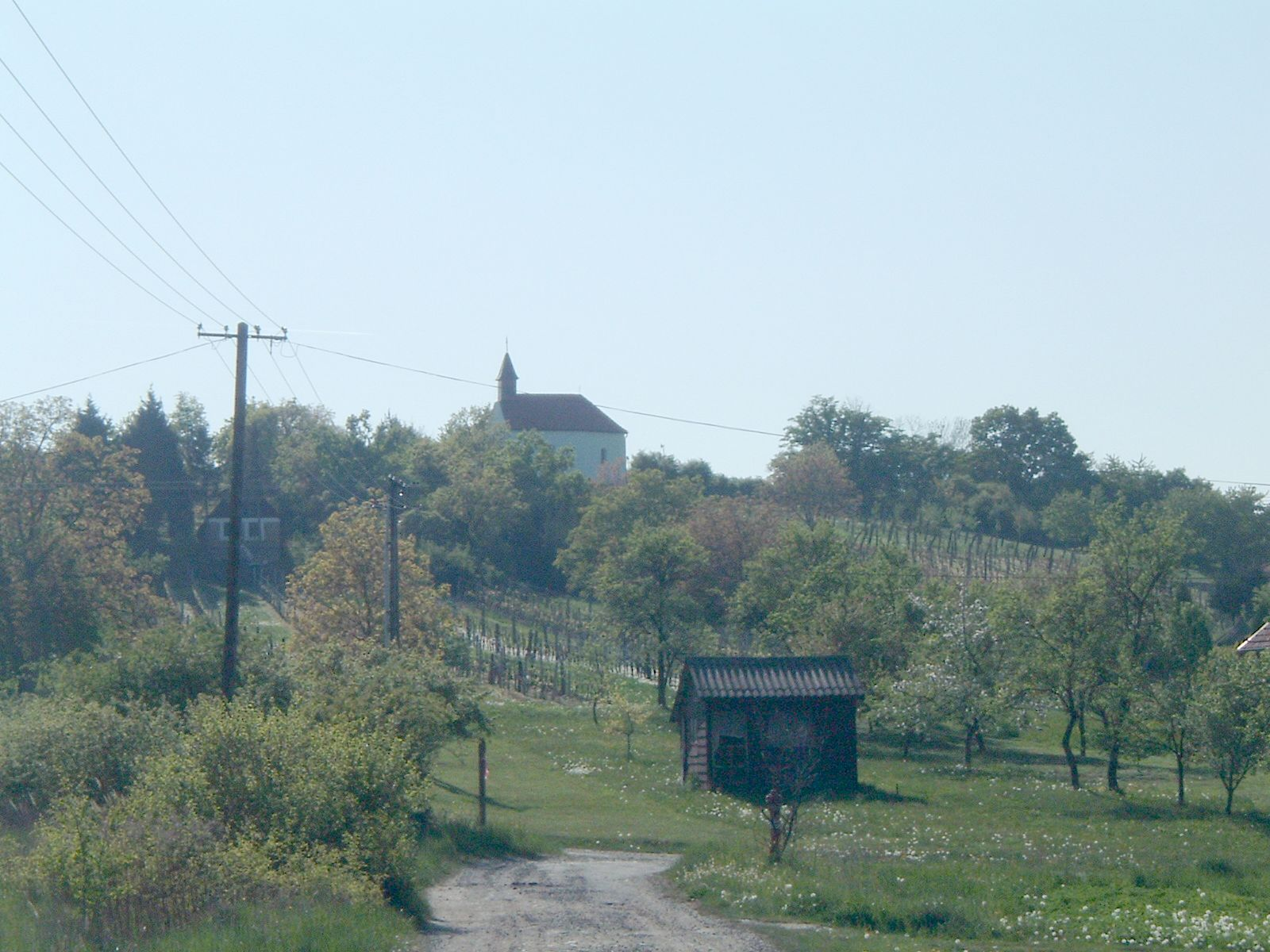
A Szűz Mária kápolna a szőlőhegyen